# Mycale lobimana
Mycale lobimana är en svampdjursart som först beskrevs av Voldemar Czerniavsky 1880.  Mycale lobimana ingår i släktet Mycale och familjen Mycalidae. Inga underarter finns listade i Catalogue of Life.